# Yangshila
Yangshila – gaun wikas samiti we wschodniej części Nepalu w strefie Kośi w dystrykcie Morang. Według nepalskiego spisu powszechnego z 2001 roku liczył on 1236 gospodarstw domowych i 6727 mieszkańców (3536 kobiet i 3191 mężczyzn).